# Shanna
Shanna, il cui nome per intero è Shanna O'Hara, Lady Plunder, nota anche come Shanna la diavolessa (Shanna, the She-Devil), è un personaggio dei fumetti creato da Carole Seuling (testi) e George Tuska (disegni), pubblicato dalla Marvel Comics. La sua prima apparizione avviene in Shanna the She-Devil (vol. 1) n. 1 (dicembre 1972).
Avventuriera della giungla e protettrice della Terra Selvaggia, Shanna è la moglie di Ka-Zar nonché la sua compagna d'avventure assieme alla tigre dai denti a sciabola Zabu.
Nel 2011 si è classificata 53ª nella lista de «Le 100 donne più sexy dei fumetti» stilata da Comics Buyer's Guide.

## Storia editoriale
Shanna è stata introdotta come parte di un trio di personaggi Marvel Comics rivolto a un pubblico femminile, assieme all'Infermiera di notte e alla Donna Gatto, stando a un'intervista concessa da Roy Thomas inoltre: «[Stan Lee] ha avuto l'idea, e credo i nomi, di tutte e tre. Voleva realizzare alcune testate che avessero un'attrattiva speciale per le ragazze. Eravamo sempre alla ricerca di modi per espandere il nostro franchising. La mia idea... era di provare ad avere donne che scrivessero di loro. [...] Ho pensato alla mia amica Carole Seuling, che aveva sceneggiato un po' per il suo ex-marito Phil in concomitanza con le sue convention di fumetti. Ho contattato lei per realizzare Shanna perché sapevo che le piacevano i fumetti sulla giungla e i fumetti di avventura... Ho messo Ross Andru come artista di Shanna [a partire dal numero 2], con l'inchiostrazione di Vinnie Colletta per dare alla Shanna di Ross un look attraente». Seuling ha dichiarato: «Le mie istruzioni erano di fare [Shanna] qualcuno in sintonia con i tempi ed anche un po' più incline alla violenza di Sheena o le altre regine della giungla del passato». Assieme al disegnatore veterano George Tuska, Seuling ha creato il personaggio principale e i suoi due leopardi da compagnia, così come il guardiacaccia e potenziale interesse sentimentale Patrick McShane, vagamente ispirato al personaggio interpretato da Patrick McGoohan nel film La valle delle mille colline. In aggiunta, su richiesta di Lee e Thomas, Steve Gerber ha provveduto a fornire dialoghi aggiuntivi nei primi due albi, affermando comunque di non aver seguito lo sviluppo del personaggio e di non avere nessun tipo di paternità artistica al riguardo.
La testata Shanna the She-Devil è tuttavia durata solo cinque numeri (dicembre 1972-agosto 1973), con le prime due copertine disegnate da Jim Steranko, la terza da John Buscema e Joe Sinnott, e le ultime due da John Romita Sr.; successivamente Shanna ha continuato ad apparire nei fumetti dedicati a Ka-Zar, che in seguito sposa, nonché in vari numeri di Daredevil, in Marvel Two-in-One n. 3 (maggio 1974) ed in una storia in bianco e nero sull'ottavo numero di Savage Tales, datato gennaio 1975.
Shanna compare poi come protagonista dei numeri 9 e 10 di Savage Tales (marzo-maggio 1975), sceneggiati da Carla Conway e rispettivamente illustrati da Tony DeZuniga e Ross Andru; nel corso delle suddette storie i due leopardi dell'eroina muoiono, scelta in merito della quale Conway ha affermato: «era parte della strategia per renderla un personaggio più forte e feroce alla maniera di Savage Tales. Ma ha anche alzato la posta in gioco per lei personalmente, ed eliminando questi 'rivali' per il suo affetto l'ha aperta a un rapporto con Ka-Zar». Contemporaneamente il personaggio appare in The Rampaging Hulk n. 9, del giugno 1978, e in vari numeri di Marvel Comics Presents mentre, tra aprile e ottobre 1991, sui numeri 66-59 di Marvel Fanfare, viene pubblicato un ciclo di storie scritte nel 1978 da Steve Gerber e lasciate da parte finché l'editore Al Milgrom ha ritrovato le bozze a tredici anni di distanza.
Nel 2005 Frank Cho rilancia il personaggio realizzandone una sua versione alternativa in una miniserie di sette numeri completamente sconnessa dalla continuity che, tuttavia, influenza le successive rappresentazioni del personaggio portando ad integrare alcuni elementi nella controparte classica a seguito all'iniziativa editoriale Marvel NOW!.

## Biografia del personaggio
Nata nello Zaire, Africa, dal cercatore di diamanti statunitense Gerald O'Hara e da sua moglie Patricia, Shanna trascorre la maggior parte dell'infanzia nella giungla africana finché, a sei anni, vede sua madre rimanere accidentalmente uccisa da un colpo sparato dal padre a un leopardo inferocito, incidente che la lascia tanto traumatizzata da provocarle un forte odio verso tutte le armi da fuoco e a seguito del quale suo padre decide di mandarla a vivere con alcuni parenti negli Stati Uniti affinché stia più al sicuro. Crescendo, la ragazza si dedica al nuoto agonistico e all'atletica rinunciando all'offerta di una carriera sportiva da professionista e l'ingresso nella squadra olimpica per proseguire gli studi ottenendo la licenza di veterinaria trovando poi lavoro come zoologa allo zoo di Central Park occupandosi personalmente di accudire gli animali più feroci, tra cui la femmina di leopardo Julani, che tuttavia un giorno viene uccisa da una guardia poiché divenuta più aggressiva dopo aver dato alla luce due cuccioli, Ina e Biri, nomi che in yoruba significano rispettivamente "chiaro" e "nero". Decisa a portare i due piccoli leopardi nella riserva di Dahomey, Shanna lascia il lavoro e si reca nuovamente in Africa dopo anni d'assenza, tornando immediatamente in sintonia con la natura e sentendosi progressivamente più a suo agio con sé stessa, tanto da iniziare una vita libera e selvaggia nella giungla indossando solo la pelle di Julani e divenendo la protettrice della riserva, venendo chiamata dai nativi "Shanna la diavolessa".
Dopo diverse avventure, venuta a sapere che suo padre è stato rapito dal Mandrillo, Shanna si mette sulle sue tracce finché lo stregone Malgato la cattura portandola con sé nella Terra Selvaggia, una giungla preistorica situata presso l'Antartide, da cui fugge grazie all'aiuto di Ka-Zar. Una volta fatto ritorno in Africa, scopre tuttavia che il Mandrillo ha assassinato suo padre e, desiderosa di vendicarlo, si reca a San Francisco collaborando con Devil, la Vedova Nera e suo zio Robert O'Hara per sconfiggere il criminale e la sua partner Nekra.
Shanna torna poi nel Dahomey ma, quando Raga-Shah, il leader di una setta religiosa, uccide i suoi leopardi, Ina e Biri, essa si vendica facendolo sbranare da un anaconda e, dopo un breve periodo di terapia seguita da una psicologa, si stabilisce nella Terra Selvaggia assieme a Ka-Zar divenendone la compagna d'avventure ed iniziando con lui una travagliata relazione sentimentale, tanto che lo stregone Belasco, invaghitosi di lei, fa di tutto per dividerli e la donna sposa Mele, della tribù dei Botor, assumendosi la responsabilità di crescerne la figlia Leila dopo che questi rimane ucciso in una battuta di caccia. Nel momento in cui Ka-Zar viene apparentemente ucciso a New York tuttavia, una sconvolta Shanna imperversa per la città in preda alla rabbia venendo rinchiusa in un istituto d'igiene mentale e riportata alla sanità dall'Uomo Ragno e dal redivivo Ka-Zar; fatto ritorno nella Terra Selvaggia i due decidono di sposarsi e, poco tempo dopo, hanno un figlio: Matthew Kyle Andrew Plunder, che fanno accudire dalla donna guerriera loro suddita Zhira.
Shanna instaura successivamente un legame mistico con lo spirito dell'Africa per evitare che se ne impadronisca il folle Sir Guy Cross-Wallace; ciò la rende tuttavia tanto mentalmente instabile da allearsi con l'Alto Evoluzionario progettando di abbandonare la Terra e creare un nuovo mondo a sua immagine, sebbene in seguito Ka-Zar la faccia rinsavire permettendole di tornare alla normalità.
Nel corso dell'invasione segreta degli Skrull, Shanna e Ka-Zar scoprono che gli alieni mutaforma stanno estraendo vibranio dalla Terra Selvaggia e, quando vi precipita una delle loro astronavi, collaborano col resto dei supereroi accorsi sul posto scoprendo che gli individui tenutivi prigionieri e presentatisi come eroi rapiti anni prima per venire sostituiti, sono in realtà agenti Skrull dopodiché, mentre Shanna rimane a respingere l'invasione aliena nella Terra Selvaggia, Ka-Zar contribuisce allo scontro finale con le forze Skrull nel centro di New York.
Shanna e il marito affrontano poi gli esseri noti come Eterei, intenzionati a dominare tutte le tribù della Terra Selvaggia.
Reclutata dallo S.H.I.E.L.D. per accompagnare un manipolo di loro uomini in esplorazione di una remota isola nel cuore della Terra Selvaggia, Shanna vi si trova intrappolata a causa di una sorta di campo di forza e collabora con Wolverine e Amadeus Cho per individuare il macchinario che la provoca, operazione nel corso della quale si scontrano con una tribù di Neanderthal e la donna resta uccisa, sebbene poi Cho convinca un'altra tribù di nativi a resuscitarla legando il suo spirito alla stessa Terra Selvaggia e conferendole dunque poteri sovrumani; il gruppo riesce poi a disattivare il campo di forza e a lasciare l'isola, sebbene nel farlo permettano a una feroce creatura aliena intrappolatavi da millenni di fuggire e ricontattare il suo padrone progettando di attaccare la Terra.

## Poteri e abilità
Shanna possiede forza, velocità, riflessi, agilità, destrezza, coordinazione, equilibrio e resistenza degni di un'atleta olimpica, è una grande esperta di combattimento corpo a corpo, nuoto, arrampicata, caccia e raccolta, inseguimento e tecniche di sopravvivenza, inoltre è un'eccellente veterinaria dotata di grande empatia nei confronti di tutti gli animali, inclusi quelli feroci. In battaglia Shanna si serve principalmente di armi primitive quali il coltello, la lancia e l'arco, tuttavia è perfettamente in grado di utilizzare anche le armi da fuoco, nonostante non ami servirsene e le disprezzi profondamente.
Dopo essere stata resuscitata e legata alla forza vitale della Terra Selvaggia Shanna è stata inoltre dotata di poteri sovrannaturali quali un'innata conoscenza di tutte le lingue, le culture e la storia del luogo, nonché della forza di 10 uomini e di una rapidità tale da percorrere 52 miglia all'ora su un terreno accidentato.

## Altre versioni

### Shanna di Frank Cho

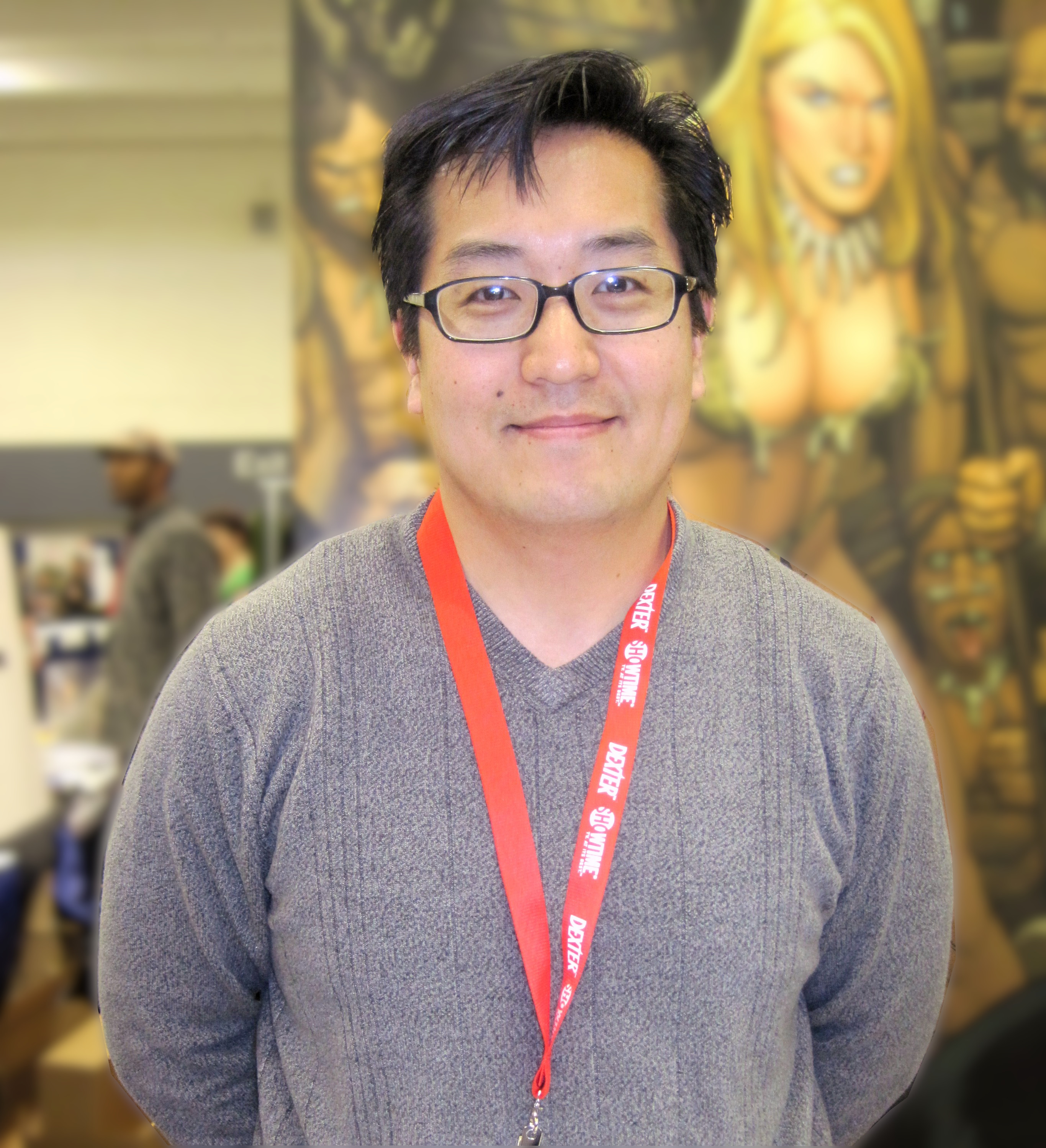
Frank Cho, autore del rilancio di Shanna nel 2005

Il personaggio è stato trasposto nella serie Marvel MAX Shanna the She-Devil (vol. 2), scritta e disegnata da Frank Cho ed originariamente rivolta ad un pubblico di soli adulti, includendo scene di nudo della protagonista; prima della pubblicazione la Marvel ha però deciso di censurare il lavoro già completo di Cho, così che la miniserie non mostrasse nudità abbassando la fascia di riferimento dei contenuti per includere i lettori adolescenti. Nella versione di Cho il personaggio è il risultato di un esperimento genetico dei nazisti volto a creare artificialmente l'ariano perfetto; dotata di capacità fisiche sovrumane e una scarsa moralità, viene ritrovata in un laboratorio abbandonato da una squadra di soldati reduci da un atterraggio di fortuna su un'isola popolata di dinosauri divenendo loro alleata nella lotta per la sopravvivenza e venendo soprannominata "Shanna" per via della somiglianza col "personaggio di un certo fumetto".
Dalla serie viene successivamente tratto un sequel di quattro numeri Shanna The She-Devil: Survival of the Fittest (ottobre 2007-gennaio 2008), scritto da Justin Gray e Jimmy Palmiotti con i disegni di Khari Evans.

### Ultimate
Nell'universo Ultimate Shanna è un'abitante della Terra Selvaggia e conosce Ka-Zar e Zabu sin dall'infanzia. Dopo i fatti di Ultimatum, i tre entrano inoltre nella nuova formazione degli Ultimates contribuendo ad affrontare Loki.

## Altri media

### Televisione
- Shanna compare in un episodio di Donna Ragno.
- Shanna compare in un episodio de L'Uomo Ragno e i suoi fantastici amici, dove tuttavia viene chiamata con l'epiteto di "Regina della giungla" invece che "Diavolessa".
- Shanna compare come personaggio ricorrente in Insuperabili X-Men.

### Videogiochi
Shanna compare in:
- X-Men Legends II: L'Era di Apocalisse
- Marvel vs. Capcom 3: Fate of Two Worlds
- Marvel: Avengers Alliance
- Marvel Heroes